# Grigorij Pawłow
Grigorij Pietrowicz Pawłow (ros. Григо́рий Петро́вич Па́влов, ur. 28 grudnia 1913 w guberni riazańskiej, zm. w październiku 1994) – radziecki polityk, I sekretarz Komitetu Obwodowego KPZR w Lipiecku (1963-1984), członek KC KPZR (1976-1986).
Od 1936 działacz związków zawodowych i Komsomołu, od 1940 w WKP(b), I sekretarz rejonowego komitetu WKP(b) w obwodzie riazańskim, później kierownik wydziału Komitetu Obwodowego WKP(b) w Lipiecku. Od 1956 zastępca, potem I zastępca przewodniczącego Komitetu Wykonawczego Rady Obwodowej w Lipiecku. 1959 ukończył Woroneski Instytut Rolniczy, 1961-1962 sekretarz Lipieckiego Komitetu Obwodowego KPZR, od maja do grudnia 1962 przewodniczący Komitetu Wykonawczego Lipieckiej Rady Obwodowej, od stycznia 1963 do 14 stycznia 1984 I sekretarz Lipieckiego Komitetu Obwodowego KPZR (od stycznia 1963 do grudnia 1964: Lipieckiego Wiejskiego Komitetu Obwodowego KPZR), następnie na emeryturze. Od 8 kwietnia 1966 do 24 lutego 1976 zastępca członka, a od 5 marca 1976 do 25 lutego 1986 członek KC KPZR. 1962-1984 deputowany do Rady Najwyższej ZSRR. Pochowany na Cmentarzu Chowańskim w Moskwie.

## Odznaczenia
- Order Lenina (dwukrotnie)
- Order Rewolucji Październikowej
- Order Czerwonego Sztandaru Pracy (dwukrotnie)
- Order Wojny Ojczyźnianej I klasy

i medale.